# Исаев, Дмитрий Дмитриевич
Дми́трий Дми́триевич Иса́ев (6 ноября 1956, Ленинград — 19 мая 2022, Санкт-Петербург) — советский и российский психиатр, психотерапевт, сексолог. Кандидат медицинских наук (1989), доцент.

## Биография
Родился 6 ноября 1956 года в Ленинграде в семье известного специалиста по детской психологии и психиатрии Д. Н. Исаева.
С 1973 по 1979 год проходил обучение на морском факультете Военно-медицинской академии им. С. М. Кирова.
В 1979—1984 годы служил на Северном флоте начальником медицинской службы на подводной лодке и психоневрологом гарнизона, в 1979 году в Мурманске в первичной интернатуре получил специализацию по общей хирургии, а в 1980 году в Военно-морском госпитале — по психиатрии.
В 1984—1985 годах обучался в заочной аспирантуре в СПб НИПНИ им. В. М. Бехтерева, работая врачом-психиатром в Городской психиатрической больнице им. И. И. Скворцова-Степанова.
В 1985—2003 годы — младший научный, а затем старший научный сотрудник подросткового отделения СПб НИПНИ им. В. М. Бехтерева.
Проходил курсы профессионального усовершенствования в Университете Миннесоты (по сексологии), клинике города Линдау (по психотерапии гомосексуальности), СПбМАПО (по психотерапии нервно-психических расстройств у детей и подростков; по детской психотерапии; по сексологии).
В 1989 году в СПб НИПНИ им. В. М. Бехтерева защитил диссертацию на соискание учёной степени кандидата медицинских наук по теме «Патологические девиации сексуального поведения у подростков мужского пола». Диссертация была посвящена молодёжной гомосексуальности.
В 1989—1999 годы — врач-сексолог в Городском центре по профилактике и борьбе со СПИДом.
В 1998 году Исаев был арестован и обвинён в получении взятки. Предварительное следствие, в том числе на основе результатов наблюдения за Исаевым, установило, что он выписывал фиктивные справки с диагнозом «истинный гомосексуализм» призывникам, освобождающие их от службы в армии. Избежал уголовной ответственности, поскольку был признан городским судом Санкт-Петербурга невменяемым. В связи с этим Исаева направили на принудительное лечение в специализированную клинику.
Преподавал медицинскую психологию, психиатрию и сексологию в Ленинградском санитарно-гигиеническом институте, в СПбГМА им. И. И. Мечникова, СПбГУП, на психологическом факультете СПбГУ, кафедре сексологии СПбМАПО.
В 2003 году избран заведующим кафедрой клинической психологии факультета клинической психологии СПбГПМА. Участник и организатор различных научных конференций. Уволен «по собственному желанию» в июле 2015 года после выступления православного общественного движения «Народный собор», а комиссия, помогавшая трансгендерным людям, которую он возглавлял, была закрыта.
В 2021 году заболел онкологическим заболеванием, в связи с чем ЛГБТ-активистами был объявлен сбор средств на лечение. Скончался 19 мая 2022 года.

## Научная деятельность
Автор более 140 научных работ по медицинской психологии, психиатрии и сексологии. Области научных исследований: психосексуальное развитие и его отклонения, механизмы формирования гомосексуальной направленности влечения, психологическая типология гомосексуальной идентичности, особенности построения гендерной идентичности у гомосексуалов и трансгендерных людей, гомосексуалы как группа риска психического здоровья, доминантность-субмиссивность как важный элемент партнёрских отношений, сексуально-эротическая сфера как механизм саногенеза, психологические и поведенческие факторы повышения риска ВИЧ-инфицирования, психологическое состояние ВИЧ-инфицированных как предиктор прогресса болезни.

## Краткая библиография
- Исаев Д. Д. Подростковая сексология //Подростковая медицина: Руководство. / Под ред. Л. И. Левиной, А. М. Куликова — СПб.: Питер, 2006.
- Исаев Д. Д., Тагильцева А. В. Сексуальное здоровье в обыденном сознании женщин // Ананьевские чтения — 2005/ Под редакцией Л. А. Цветковой, Л. М. Шипицыной. — СПб.: Издательство СПбГУ, 2005. — с. 189—191.
- Исаев Д. Д. Суицидальная активность юношей с гомосексуальной ориентацией // Проблемы девиантного поведения молодёжи в современном обществе. Сб. тезисов научной конференции с международным участием. — СПб., 2001. — С. 50.
- Исаев Д. Д. Об особенностях сексуальности подростков мужского пола, больных шизофренией.— В кн.: Актуальные вопросы сексопатологии. М., 1986, с. 104—106.
- Исаев Д. Д. О сексуальных девиациях и перверзиях при шизофрении, психопатиях и олигофрении у подростков мужского пола.— Журнал невропатологии и психиатрии, 1987, в. 10, с. 1522—1527.
- Исаев Д. Д. Гомосексуализм и его этиологические модели // Обозрение психиатрии и медицинской психологии им. В. М. Бехтерева. — 1991. — № 2.
- Исаев Д. Д. Гомосексуализм в Древней Греции. — Обозрение психиатрии мед. психологии им. В. М. Бехтерева. СПБ, № 66, 1992, с. 149—150
- Исаев Д. Д. К проблеме аффективных нарушений у лиц с инверсией полового влечения // Аффективные расстройства (Диагностика, лечение, реабилитация). — Л., 1988. — С.24-30.
- Исаев Д. Д. Особенности половой идентичности у лиц с гомосексуальной направленностью влечения // Обозрение психиатрии и медицинской психологии им. В. М. Бехтерева. — 1994. — № 2.
- Исаев Д. Д. Система отношений к «значимым другим» у гетеро- и гомосексуальных мужчин // Теория и практика медицинской психологии и психотерапии / Ред. М. М. Кабанов. — СПб., 1994. — Т. 133.
- Исаев Д. Д. Проблемы психотерапии лиц с гомосексуальной ориентацией // Психотерапия : ежемесячный рецензируемый научно-практический журнал. — 2008. — N 5 . — С. 50-52.
- Исаев Д. Д. Различия гендерных установок у женщин с разным уровнем пренатальной маскулинизации/дефеминизации // Грани познания 2009. — № 3
- Исаев Д. Д. Социально-психологические факторы гомосексуального поведения у заключенных // Социологические исследования. — 1990. — № 6. — С. 93-97.
- Исаев Д. Д. Некоторые особенности сексуально-эротической сферы гомосексуальных мужчин // Ананьевские чтения — 2007. Матер. научн.-практ. конф. 23-25 октября 2007 г. — СПб., 2007. — С. 545—546.
- Исаев Д. Д., Пирогов Д. Г. Копинг-поведение гомосексуальных подростков. Пособие для врачей. — СПб, 2001. — 20 с.
- Исаев Д. Д. Модели гомосексуальной идентичности
- Исаев Д. Д. Гомосексуалы как группа риска психического здоровья // Клинические павловские чтения. Выпуск первый. — СПб., 2000. — С.16-18.
- Исаев Д. Д. Психологическое своеобразие женщин с гомосексуальной ориентацией. Тезисы юбилейной конференции 2005.- СПб.: ГПМА, 2005.-С. 145—146

### Научно-популярные издания
- Исаев Д. Д. «Сексология. Хрестоматия». Питер, 2001 г.
- Исаев Д. Д. «Как избавиться от сексуальных проблем». Продолжение Жизни, 2003 г. Тираж 5000. ISBN 5-94730-048-6
- Исаев Д. Д. «Заболевания, передающиеся половым путём, и как их избежать». Продолжение Жизни, 2004 г. Тираж 5000. ISBN 5-94730-060-5
- Исаев Д. Д. «Ненормативный секс». Продолжение Жизни, 2003 г. Тираж 5000. ISBN 5-94730-043-5
- Исаев Д. Д. «Сексуальная привлекательность глазами мужчин и женщин». Продолжение Жизни, 2003 г. Тираж 5000. ISBN 5-94730-021-4
- Исаев Д. Д. «Сексуальные позиции». Продолжение Жизни, 2003 г. Тираж 7000. ISBN 5-94730-020-6
- Исаев Д. Д. «Три возраста сексуальности». Продолжение Жизни, 2003 г. Тираж 5000. ISBN 5-94730-022-2
- Исаев Д. Д. «Иллюстрированная энциклопедия сексуальности». Продолжение Жизни, 2002 г. Тираж 7000. ISBN 5-7654-1236-X
- Самухина Н., Исаев Д. Д. «Сексуальные позиции. Практическое руководство». Продолжение Жизни, 2001/2002 г. Тираж 15000/5000. ISBN 5-7654-1167-3 ISBN 5-7654-1935-6
- Самухина Н., Исаев Д. Д. «Способы возлежания». Продолжение Жизни, Нева 2004 г. Тираж 6000. ISBN 5-7654-3622-6